# Monoiodsilan
Monoiodsilan ist eine chemische Verbindung aus der Gruppe der Silane.

## Gewinnung und Darstellung
Monoiodsilan kann durch Reaktion von Phenylsilan oder Chlorphenylsilan mit Iodwasserstoff gewonnen werden.
{\displaystyle \mathrm {ClC_{6}H_{4}SiH_{3}+HI\longrightarrow C_{6}H_{5}Cl+SiH_{3}I} }
Sie entsteht ebenfalls als Beiprodukt bei der Herstellung von Siliciumtetraiodid aus Monosilan und Iodwasserstoff bei 80 °C und erhöhtem Druck in Gegenwart von Aluminium(III)-chlorid als Katalysator. Diese Methode kann auch zur Herstellung methylierter Iodsilane verwendet werden.

## Eigenschaften
Monoiodsilan ist eine farblose, an der Luft stark rauchende Flüssigkeit, die sich bei Kontakt mit Wasser zersetzt. Sie besitzt im festen Zustand eine monokline Kristallstruktur mit der Raumgruppe P21/c (Raumgruppen-Nr. 14).